# نظرية المؤامرة اليهودية الماسونية

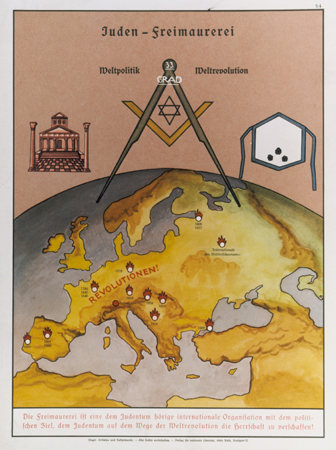
ملصق ألماني من عام 1935 يذكر: «السياسة العالمية - الثورة العالمية. الماسونية منظمة دولية مملوكة لليهود ولها هدف سياسي يتمثل في إقامة الهيمنة اليهودية من خلال ثورة عالمية».

المؤامرة اليهودية الماسونية نظرية مؤامرة معادية للسامية ومناهضة للماسونية، تنطوي على تحالف سري مزعوم لليهود والماسونيين. شاعت هذه النظريات عند اليمين المتطرف، لا سيما في فرنسا وإسبانيا والبرتغال وإيطاليا وألمانيا وروسيا وأوروبا الشرقية، مع استمرار انتشار مزاعم كهذه. 

## بروتوكولات حكماء صهيون
تدمج نظرية المؤامرة اليهودية الماسونية سلالتين قديمتين من ادعاءات المؤامرة: ادعاءات المؤامرة المعادية للماسونية وادعاءات المؤامرة المعادية للسامية. تأثرت بشدة بنشر بروتوكولات حكماء صهيون، وهي وثيقة مزورة ظهرت في الإمبراطورية الروسية تدّعي أنها فضيحة لمؤامرة يهودية عالمية. تدعي البروتوكولات أن اليهود قد اخترقوا الماسونية واستخدموا الأخوية لتعزيز أهدافهم. تطرف أتباع المؤامرة اليهودية الماسونية في تناولهم لادعاء البروتوكولات، وادّعوا أن قادة الماسونية وقادة المؤامرة اليهودية متشابهين.
ترجم الكاهن الإسباني خوان توسكيتس تيراتس أصول الثورة الإسبانية وأعمالًا أخرى مبنية على البروتوكولات، للادعاء بأن اليهود استخدموا الماسونيين والشيوعيين لتقويض الحضارة المسيحية والإسبانية، ما يوفر مبررًا لنظام فرانكو الذي وسع التهديد لمؤامرة يهودية ماسونية شيوعية دولية.

## التأثير المفاهيمي
كان «الإلهام المفاهيمي» لبروتوكولات حكماء صهيون- وفقًا لداني كيرين (عضو قسم علوم الكمبيوتر في جامعة حيفا)- أطروحة القس الفرنسي أوغسطين بارويل عام 1797، مذكرات توضح تاريخ اليعقوبية، والتي زعم فيها أن الثورة كانت مؤامرة بقيادة الماسونية بهدف الإطاحة بالتعاليم الأخلاقية للكنيسة الكاثوليكية الرومانية. «لم يلقِ بارويل نفسه اللوم على اليهود الذين تحرروا نتيجة الثورة في أطروحته. وزع بارويل على الرغم من ذلك رسالة مزورة في عام 1806، ربما أرسلها إليه أفراد من شرطة الدولة المعارضين لسياسة نابليون بونابرت الليبرالية تجاه اليهود، لافتًا الانتباه إلى الجزء المزعوم فيما يخص اليهود في المؤامرة التي نسبها في وقت سابق إلى الماسونيين. ظهرت خرافة المؤامرة اليهودية الدولية في وقت لاحق في أوروبا القرن التاسع عشر في أماكن مثل ألمانيا وبولندا» وفقًا لكيرين.
وفقًا لموقع غراند لودج كولومبيا البريطانية ويوكون: «في حين أنه من المبسط والخيالي وضع مسؤولية الثورة الفرنسية على عاتق الماسونية، فلا شك أن الماسونيين- كأفراد- نشطوا في بناء وإعادة بناء مجتمع جديد. بالنظر إلى العدد الكبير من الهيئات التي تدّعي السلطة الماسونية، فالعديد من الرجال الذين حُدّدوا اليوم على أنهم ماسونيون، ربما لم يكونوا على علم بالترابط الماسوني بين بعضهم البعض، ومن الواضح أنه لا يمكن اعتبارهم قد عملوا بانسجام، وتشاركوا مع ذلك بعض المعتقدات والمُثل».
كانت الماسونية الفرنسية في ذلك الوقت حصرية، إذ حرمت اليهود من التلقين، إلى جانب العديد من الطبقات الأخرى. 

## باري دومفيل ولينك
صاغ الأدميرال المتقاعد باري دومفيل، مؤسس جمعية ذا لينك البريطانية المؤيدة للنازية مصطلح «جودماس» اختصارًا للمؤامرة اليهودية الماسونية المزعومة. زعم دومفيل أن «أنشطة جودماس تقتصر على قسم صغير من كل من اليهود والماسونيين: ليس للغالبية العظمى فكرة عن العمل المُضطلع به خلف ستار المؤامرة اليهودية الماسونية». زعم دومفيل أن «هدف هؤلاء اليهود الدوليين هو دولة عالمية تبقى خاضعة بقوة المال، وتعمل من أجل أسيادها اليهود» وأن «الماسونية هي الشريك التنفيذي لإدارة السياسة اليهودية».
قال دومفيل إنه بدأ التفكير في نظرية اليهودية الماسونية أولًا كنتيجة لهتلر. أشار دومفيل إلى كل من بروتوكولات حكماء صهيون، والقوى السرية وراء الثورة بواسطة الفيكومت ليون دو بونسينس. كان دومفيل على علم بأن بروتوكولات حكماء صهيون شُجبت على أنها تزوير، لكنه اعتبر تأليفهم «غير جوهري».

## روسيا ما بعد السوفيتية
وجدت نظريات المؤامرة اليهودية الماسونية رواجًا جديدًا بين مختلف القوى السياسية الهامشية في روسيا ما بعد الاتحاد السوفيتي، حيث خلق الفقر واسع النطاق أرضًا خصبة لنظريات المؤامرة، مقترنة بفرية الدم وإنكار الهولوكوست.
عُبّر عن وجهات النظر هذه أيضًا من قبل العديد من الكتاب المعادين للسامية، لا سيما من قبل أوليغ بلاتونوف، وفاديم كوزينوف، وإيغور شافاريفيتش، وغريغوري كليموف. أظهر استطلاع للرأي أجري في موسكو حوالي عام 1990 أن 18% من سكان موسكو يعتقدون أن هناك مؤامرة صهيونية ضد روسيا وأن 25% منهم لم يستبعدوا مثل هذا الاحتمال. 

## الصلة بمجموعة بلدربيرغ
غالبًا ما يعتمد منظّرو المؤامرة المعاصرون -الذين خضعوا للنظريات التي تركزت على مجموعة بلدربيرغ والنظام العالمي الجديد الوشيك المزعوم- على المفاهيم القديمة الموجودة في نظرية المؤامرة اليهودية الماسونية، وكثيراً ما يلومون عائلة روتشيلد أو «المصرفيين الدوليين». يميل منظّرو المؤامرة المعاصرون إلى إثارة غضب المجموعات الحساسة للمصطلحات المعادية للسامية، مثل رابطة مكافحة التشهير، بسبب استخدام الموضوعات والاستعارات التي يُنظر إليها تقليديًا على أنها معاداة للسامية. 

## في الثقافة الجماهيرية
- ذُكرت المؤامرة في رواية أومبرتو إكو، مقبرة براغ.